# Une vie...
 (novembre 2009).
Si vous disposez d'ouvrages ou d'articles de référence ou si vous connaissez des sites web de qualité traitant du thème abordé ici, merci de compléter l'article en donnant les références utiles à sa vérifiabilité et en les liant à la section « Notes et références ».
Albums de Dalida
Ils ont changé ma chanson
(1970) Olympia 1971
(1972)
Une vie... est le second album de Dalida paru chez Sonopresse en 1971. Pour cet album, elle s'entoure de Michel Legrand, Serge Lama Michaele, Michel Sardou ou encore Boris Bergman et complète l'album par deux reprises magistrales : une de Léo Ferré (Avec le temps) et celle de Nicoletta (Mamy blue) qu'elle enregistre en italien.
C'est le contenu de cet album que la chanteuse offrira à son public pour sa rentrée à l'Olympia de Paris au cours de la même année, relevant ainsi le défi de présenter un tour de chant plus intime et pour lequel elle a du, elle-même, louer la salle de concert à ses frais devant le refus de certains investisseurs.

## Face A
1. Une vie
2. Chanter les voix
3. Non (Why)
4. Toutes les femmes du monde
5. Mamy Blue
6. Jésus bambino

## Face B
1. Avec le temps
2. Les choses de l'amour
3. Le fermier (The farmer)
4. Monsieur l'amour (La fuerza del amor)
5. Tout au plus (Tutt'al più)
6. Comment faire pour oublier (Stop! I don't wanna hear it anymore)

## Singles

### France
- Comment faire pour oublier/La rose que j'aimais (la face b n'est pas présente sur l'album)
- Jésus bambino/Tout au plus
- Mamy blue/La colpa e'tua (la face b n'est pas présente sur l'album)
- Avec le temps/Monsieur l'amour
- Les choses de l'amour/Chanter les voix

### Italie
- La colpa e'tua/L'amore mio per te
- Mamy blue/Prigionera

### Japon
- Comment faire pour oublier/Mamy blue
- Monsieur l'amour/Le fermier

## Versions
- Avec le temps a été enregistrée en italien (col tempo)
- La rose que j'aimais a été enregistrée en italien (l'amore mio per te)
- Comment faire pour oublier a été enregistrée en italien (prigionera)
- Les choses de l'amour a été enregistrée en italien (credo nell'amore) et en espagnol (las cosas del amore)